# Psilogramma jordana
Psilogramma jordana är en fjärilsart som beskrevs av George Thomas Bethune-Baker 1905. Psilogramma jordana ingår i släktet Psilogramma och familjen svärmare. Inga underarter finns listade.